# Kvarcni oscilator
[[Category:]]
[[Category:]]
Kvarcni ili kristalni oscilator elektronički je sklop koji koristi mehaničku rezonanciju vibracije kristala (obično kvarca) kako bi stvorio električni signal vrlo precizne frekvencije.

## Uvod
U ovom radu pozabavit ćemo se razvojem kola koja koriste kristal kvarca kao svoj osnovni element. Posvetit ćemo se problemu stabilnosti frekvencije i na kraju zaključiti koja su rješenja našla svoj put od teorije do primjene u današnjim najmodernijim automobilima. Najčešći i najveći zahtjev koji se pred kvarc stavlja jeste problem stabilnosti frekvencije i njena neovisnost od temperature. Također, bitan čimbenik uz koji je stabilnost frekvencije usko vezana je i faktor dobrote kristalne pločice. Ovaj faktor ovisi isklučivo od rezanja.

## Stabilnost frekvencije i uzroci nestabilnosti
Najvažniji podaci o kristalnom oscilatoru jesu frekvencija osciliranja i stabilnost frekvencije.
Stabilnost frekvencije se izražava obično relativnom promjenom frekvencije titranja ∆f/fosc .
Stabilnost kvarcnih oscilatora ide od prosječnih 10-5-10-6 pa sve do odličnih 10-8. Za ovako visoke stabilnosti koristi se piezoelektrični efekt nekih kristala od kojih je najšire zastupljen kristal kvarca. (SiO2) Naime, kristal kvarca ima visok faktor dobrote i jako malom temperaturnom koeficijentu kvarca u širem frekventnom području. Faktor dobrote kristala kvarca kreće se u rasponu od 104 -107 što ovisi o načinu rezanja pločice kvarca, temperaturi i još nekim parametrima na koje ćemo se poslije vratiti.
Osnovne rezonantne frekvencije kvarca protežu se u području od nekoliko stotina herca pa do 50MHz. Donja granica tog područja određena je veličinom kristala koji se pojavljuje u prirodi dok je na gornjoj granici pločica već toliko tanka da ju je veoma lako mehanički uništiti. Ako želimo stabilizirati i više frekvencije koristimo više harmonike u osciliranju pločice. Ovdje smo ograničeni na neparne više harmonike jer se samo na neparnim harmonicima javlja razlika potencijala na dve površine na kojima leže elektrode. Ipak treba reći da viši harmonici nikada nisu cejlobrojni multipli osnovne frekvencije pa se negdje i nazivaju kvaziharmonicima. U praksi su to obično treći peti i sedmi harmonik jer su viši slabije izraženi. U engleskoj literaturi i na internetu ovakav način korištenja kvarca naziva se overtone quartz. Kvarc može da titra na nekoliko načina od kojih su neki prikazani na slici.
Kristali kvarca u prirodi su oblikovani u šesterostrane prizme koje na oba kraja završavaju šesterostrane piramide. Na ovakvim kristalima razlikujemo tri prostorne osi. Os koja spada vrhove zove se glavna optička os Z. Osi nasuprot ovoj, zovu se električke ili X osi, a one koje izlaze okomito na plohe prizme zovu se Y osi ili mehaničke. Ako su veće plohe pločice okomite na X, ovaj rez zovemo X rez. Postoje i moderniji načini rezanja koji poboljšavaju temperaturne karakteristike kvarcne pločice.
Temperaturni kofecijent (α ili TK) kvarca jeste konstanta koja pokazuje kolika je relativna promjena frekvencije rezonancije kvarca pri povišenju temperature za 1 °C. Upravo ovaj temperaturni koeficijent i njegove različite vriejdnosti razlog za različite načine siječenja kvarca. Također i kod izbora frekventnog područja neophodan je dobar izbor reza.
Sada ćemo se vratiti na piezoelektrični efekt. Postoji tzv. inverzni i direktni piezoelektrični efekat. Za nas je bitan inverzni efekat. Dovedemo li napon na pločice kvarca one se šire ili stežu zavisno od polariteta napona. Kad frekvecija napona dostigne frekvenciju mehaničke rezonancije amplitude titranja postaju maksimalne.
Zbog svih ovih razloga kristal kvarca se može predstavidi kao električno oscilatorno kolo. Veličine L, R,C konstante su kvarca u okolini reznonacije.
Induktivitet L je ekvivalentan masi kvarca, kapacitet C elektricitetu među molekulima i R odgovara unutrašnjem trenju u strukturi kristala.
Treba napomenuti da je veličina C0 oznaka za statički kapacitet međuprostora između elktroda priključenih na kristal, nazvan opteretni kapacitet. Iz ovog je jasno da postoje dvije rezonantne frekvencije kvarca ali da za frekvenciju.

## Praktična primjena kvarca
Ovdje ćemo se osvrnuti samo na dva osnovna načina praktične primjene kvarca. Postupak pomicanja rezonantnih frekvencija kvarca obično se naziva povlačenje frekvencije. Povlačenje frekvencije najjednostavnije se realizira tako što se na kristal kvarca veže redno kondenzator ili kalem.
Najbolje je ovo vidjeti na slici 6 gdje se lako može shvatiti način na koji se realizira postupak pomicanja. Postoje i druge, složenije, tehnike povlačanja frekvencije ali sve se one baziraju na dodavanju nekog kola (redno ili paralelno) na kristal kvarca. U svim ovim slučajevima novu frekventnu karakteristiku tj. reaktansu dobivamo računskim putem koristeći ekvivalnetnu shemu kvarca. Povlačenje frekvencije ima široku primjenu u oscilatornim kolima pogotovo ako se traži da je frekvencija titranja oscilatora kontrolabilna. Ova kontrolabilnost se mnogo lakše postiže na nekom od pratećih kondenzatora nego na kristalu kvarca, koji je praktično, kada je jednom ugrađen u kolo, nepromjenjiv.

## Primjena kvarca u spojevima oscilatora
Spojevi oscilatora u kojima se upotrebljava kvarc u osnovi su poznati RC oscilatori. Sam kvarc u tim kolima služi ili kao oscilatorno kolo za sebe ili kao sastavni dio oscilatornog kola. Moguće su i izvedbe gdje kvarc stoji u petlji povratne veze. Korisna snaga svih kvarcnih oscilatora je mala pa se na kraju svih kola dodaje izlazni pojačivački stupanj.
Najčešće upotrebljavano kolo ove vrste je Milerov oscilator.
1. Tranzistorski Kolpicov oscilator. Prikladan za rad na frekvencijama između 30kHz i 30 MHz
2. Milerov oscilator za frekvenciju 100kHz s n-kanalnim FET-om

## Kvarcni oscilatori danas
Sklopovi koji se baziraju na kvarcu prevalili su velik put. Stabilnost frekvencije koja se pojavila na samome početku upotrebe kvarca kao elementa za stabilizaciju povećala se.
Današnji oscilatori najpoznatijih svjetskih tvrtki koje se bave proizvodnjom i prodajom elektronskih sklopova dijele se na nekoliko osnovnih skupina. Sva nastojanja da se poveća stabilnost frekvencije idu u pravcu da se kristalu dodaju elementi za kompenzaciju ili da se kristal drži na konstantnoj temperaturi koja obično iznosi 70-80°C. Prva gore spomenuta grupa obično se u proizvodnim katalozima može naći pod oznakom TCXO dok je druga pod oznakom OCXO. Posebnu grupu čine i VCXO oscilatori što je oznaka za naponski kontroliran kristalni oscilator. U svim ovim varijantama kristalnih oscilatora stabilnost frekvencije je za čitav red veličina poboljšana u odnosu na osnovni tip oscilatora. Danas u elektronskoj industriji stabilnost frekvencije uz još neke parametre kao što su starenje jesu glavni elemnti koji formiraju cijenu. To u praksi znači, što je oscilator stabilniji to je skuplji. U dodatku uz ovaj rad postavljeni su podaci koji pokazuju da svi oscilatori iz tzv. gornje grupe dostižu stabilnost od oko 1 ppm (parts per million) dok je uobičajeno za temepraturno ne kompenzirane oscilatore da ta stabilnost ne ide ispod 30ppm (uobičajena vrijednost je oko 50ppm). Ipak za neke primjene i kod skupljih tipova oscilatora vrijednost ove stabilnosti ide i do nekoliko desetih dijelova milijuna.